# Jorge Casquilha
Jorge António Rosa Casquilha, né le 13 janvier 1969 à Torres Novas au Portugal, est un footballeur portugais, reconverti entraîneur.

## Carrière

### Joueur
Casquilha commence sa carrière avec le CD Torres Novas en district. Vite remarqué par les clubs alentour, il rejoint l'UR Mirense la saison suivante et réalise une très belle saison en inscrivant huit buts.
À Mirense il passe un cap, et rejoint immédiatement la saison suivante l'Académica de Coimbra. La saison qui suit il refait son retour à Mirense, et réalise une nouvelle fois une belle saison avec dix buts. Par la suite il s'envole à Amora FC mais cette fois c'est un échec. Le CD Feirense vient le chercher la saison suivante, et il s'impose très rapidement comme un pilier de l'équipe.
Régulier chaque saison en inscrivant au moins six buts, ses performances lui ont valu l'intérêt de nombreux clubs dont le Gil Vicente FC qu'il rejoint par la suite. Pendant la saison 1998-99, il parvient avec son équipe à obtenir l'accession en première division, et ne perd pas pour autant sa place de titulaire. Titulaire indiscutable il joue pratiquement chaque saison à Gil Vicente jusqu'à la fin de saison 2004-05. Pour sa dernière saison de joueur, il la passe avec le Sporting Espinho en troisième division.

### Entraîneur
Pour sa première saison en entraîneur, il la réalise avec le Santa Maria FC en district, il y finit deuxième à la fin de la saison. Remarquée en district, il rejoint la saison qui suit l'AC Valdevez en troisième division. Hauteur d'une troisième place à la fin de la saison régulière, il quitte le club pour laisser place à João Paulo sur le banc d'entraîneur.
Le mauvais départ du Merelinense FC en quatrième division par Ricardo Martins, a valu de donner la chance à Jorge Casquilha. Cette saison, il la pratique très bien, et se fait très remarqué. Jorge finit quatrième à la fin de la saison régulière, et parvient de créer la surprise en finissant premier à la fin de la saison, qui ainsi donne accès pour la première fois de l'histoire du Merelinense FC en troisième division.
Les bonnes performances de Casquilha à Merelinense lui ont valu d'avoir sa chance au Moreirense FC. Il prend en main l'équipe alors en troisième division en début de saison. Il remplit les objectifs et parvient à placer le Moreirense premier de sa zone, ainsi donnant accès à la phase finale, où il parvient à obtenir son billet pour la deuxième division.
Hauteur d'une belle septième place la saison qui suit en deuxième division avec le Moreirense, il remplit les objectifs du maintien. Pendant la saison 2011-12, il crée la surprise et arrache la deuxième place du championnat, ainsi le Moreirense retrouve la première division pour la saison 2012-13 où d'ailleurs Casquilha sera toujours aux commandes.

## Statistiques

### Joueur
| Saison                | Club                  | Championnat           | Championnat | Championnat | Coupe(s) nationale(s) | Coupe(s) nationale(s) | Total | Total |
| Saison                | Club                  | Division              | M.          | B.          | M.                    | B.                    | M.    | B.    |
| 1987-1988             | CD Torres Novas       | 4                     | -           | -           | -                     | -                     | 0     | 0     |
| Sous-total            | Sous-total            | Sous-total            | -           | -           | -                     | -                     | 0     | 0     |
| 1988-1989             | UR Mirense            | 3                     | -           | -           | -                     | -                     | 0     | 0     |
| 1989-1990             | UR Mirense            | 2                     | 28          | 8           | -                     | -                     | 28    | 8     |
| Sous-total            | Sous-total            | Sous-total            | -           | -           | -                     | -                     | 0     | 0     |
| 1990-1991             | Académica de Coimbra  | 2                     | 22          | 4           | -                     | -                     | 22    | 4     |
| Sous-total            | Sous-total            | Sous-total            | 22          | 4           | -                     | -                     | 22    | 4     |
| 1991-1992             | UR Mirense            | 3                     | 30          | 10          | -                     | -                     | 30    | 10    |
| Sous-total            | Sous-total            | Sous-total            | 30          | 10          | -                     | -                     | 30    | 10    |
| 1992-1993             | Amora FC              | 2                     | 15          | 0           | -                     | -                     | 15    | 0     |
| Sous-total            | Sous-total            | Sous-total            | 15          | 0           | -                     | -                     | 15    | 0     |
| 1993-1994             | CD Feirense           | 3                     | 23          | 10          | -                     | -                     | 23    | 10    |
| 1994-1995             | CD Feirense           | 2                     | 29          | 6           | -                     | -                     | 29    | 6     |
| 1995-1996             | CD Feirense           | 2                     | 32          | 6           | -                     | -                     | 32    | 6     |
| Sous-total            | Sous-total            | Sous-total            | 84          | 22          | -                     | -                     | 84    | 22    |
| 1997-1998             | Gil Vicente FC        | 2                     | 19          | 3           | -                     | -                     | 19    | 3     |
| 1998-1999             | Gil Vicente FC        | 2                     | 24          | 3           | -                     | -                     | 24    | 3     |
| 1999-2000             | Gil Vicente FC        | 1                     | 32          | 3           | -                     | -                     | 32    | 3     |
| 2000-2001             | Gil Vicente FC        | 1                     | 30          | 2           | 2                     | 1                     | 32    | 3     |
| 2001-2002             | Gil Vicente FC        | 1                     | 29          | 0           | 1                     | 0                     | 30    | 0     |
| 2002-2003             | Gil Vicente FC        | 1                     | 33          | 2           | 2                     | 0                     | 35    | 2     |
| 2003-2004             | Gil Vicente FC        | 1                     | 27          | 4           | 1                     | 0                     | 28    | 4     |
| 2004-2005             | Gil Vicente FC        | 1                     | 26          | 0           | 1                     | 1                     | 27    | 1     |
| Sous-total            | Sous-total            | Sous-total            | 220         | 17          | -                     | -                     | 220   | 17    |
| 2005-2006             | Sporting Espinho      | 3                     | 23          | 1           | -                     | -                     | 23    | 1     |
| Sous-total            | Sous-total            | Sous-total            | 23          | 1           | -                     | -                     | 23    | 1     |
| Total sur la carrière | Total sur la carrière | Total sur la carrière | 422         | 62          | -                     | -                     | 422   | 62    |

### Entraîneur
| Saison                | Club                  | Championnat           | Championnat           | Championnat | Championnat | Championnat | Championnat | Championnat | Championnat | Coupe(s) nationale(s) | Coupe(s) nationale(s) | Coupe(s) nationale(s) | Coupe(s) nationale(s) | Coupe(s) nationale(s) | Coupe(s) nationale(s) | Coupe de la Ligue | Coupe de la Ligue | Coupe de la Ligue | Coupe de la Ligue | Coupe de la Ligue | Coupe de la Ligue | Total  | Total | Total | Total | Total | Total |
| Saison                | Club                  | Division              | Classement            | Matchs      | Vic.        | Nuls        | Déf.        | Bp          | Bc          | Matchs                | Vic.                  | Nuls                  | Déf.                  | Bp                    | Bc                    | Matchs            | Vic.              | Nuls              | Déf.              | Bp                | Bc                | Matchs | Vic.  | Nuls  | Déf.  | Bp    | Bc    |
| --------------------- | --------------------- | --------------------- | --------------------- | ----------- | ----------- | ----------- | ----------- | ----------- | ----------- | --------------------- | --------------------- | --------------------- | --------------------- | --------------------- | --------------------- | ----------------- | ----------------- | ----------------- | ----------------- | ----------------- | ----------------- | ------ | ----- | ----- | ----- | ----- | ----- |
| 2006-2007             | Santa Maria FC        | 5                     | 2e                    | 30          | 19          | 7           | 4           | 68          | 30          | -                     | -                     | -                     | -                     | -                     | -                     | -                 | -                 | -                 | -                 | -                 | -                 | 30     | 19    | 7     | 4     | 68    | 30    |
| Sous-total            | Sous-total            | Sous-total            | Sous-total            | 30          | 19          | 7           | 4           | 68          | 30          | -                     | -                     | -                     | -                     | -                     | -                     | -                 | -                 | -                 | -                 | -                 | -                 | 30     | 19    | 7     | 4     | 68    | 30    |
| 2007-2008             | CA Valdevez           | 3                     | –                     | 26          | 12          | 9           | 5           | 31          | 17          | 4                     | 1                     | 2                     | 1                     | 6                     | 5                     | -                 | -                 | -                 | -                 | -                 | -                 | 30     | 13    | 11    | 6     | 37    | 22    |
| Sous-total            | Sous-total            | Sous-total            | Sous-total            | 26          | 12          | 9           | 5           | 31          | 17          | 4                     | 1                     | 2                     | 1                     | 6                     | 5                     | -                 | -                 | -                 | -                 | -                 | -                 | 30     | 13    | 11    | 6     | 37    | 22    |
| 2008-2009             | Merelinense FC        | 4                     | 2e                    | 30          | 18          | 6           | 6           | 50          | 24          | -                     | -                     | -                     | -                     | -                     | -                     | -                 | -                 | -                 | -                 | -                 | -                 | 30     | 18    | 6     | 6     | 50    | 24    |
| Sous-total            | Sous-total            | Sous-total            | Sous-total            | 30          | 18          | 6           | 6           | 50          | 24          | -                     | -                     | -                     | -                     | -                     | -                     | -                 | -                 | -                 | -                 | -                 | -                 | 30     | 18    | 6     | 6     | 50    | 24    |
| 2009-2010             | Moreirense FC         | 3                     | 1er                   | 32          | 22          | 5           | 5           | 52          | 21          | 2                     | 1                     | 1                     | 0                     | 4                     | 1                     | -                 | -                 | -                 | -                 | -                 | -                 | 34     | 23    | 6     | 5     | 56    | 22    |
| 2010-2011             | Moreirense FC         | 2                     | 7e                    | 30          | 10          | 10          | 10          | 36          | 41          | 3                     | 2                     | 0                     | 1                     | 5                     | 1                     | 3                 | 0                 | 3                 | 0                 | 4                 | 4                 | 36     | 12    | 13    | 11    | 45    | 46    |
| 2011-2012             | Moreirense FC         | 2                     | 2e                    | 30          | 15          | 7           | 8           | 47          | 32          | 5                     | 3                     | 2                     | 0                     | 17                    | 7                     | 8                 | 4                 | 3                 | 1                 | 13                | 10                | 43     | 22    | 12    | 9     | 77    | 49    |
| Sous-total            | Sous-total            | Sous-total            | Sous-total            | 92          | 47          | 22          | 23          | 135         | 94          | 10                    | 6                     | 3                     | 1                     | 26                    | 9                     | 11                | 4                 | 6                 | 1                 | 17                | 14                | 113    | 57    | 31    | 25    | 178   | 117   |
| Total sur la carrière | Total sur la carrière | Total sur la carrière | Total sur la carrière | 178         | 96          | 44          | 38          | 284         | 165         | 14                    | 7                     | 5                     | 2                     | 32                    | 14                    | 11                | 4                 | 5                 | 1                 | 17                | 14                | 203    | 107   | 55    | 41    | 333   | 193   |

## Palmarès

### Joueur
| UR Mirense - Championnat du Portugal D3 (1) : - Vainqueur : 1988-89 | Gil Vicente FC - Championnat du Portugal D2 (1) : - Vainqueur : 1998-99 |

### Entraîneur
Néant